# 許峰銘
許峰銘（英語：Jay Hui Fung-ming），2017年畢業於香港教育大學，2019年畢業於國立清華大學社會學研究所與台灣中央研究院合辦之中國研究碩士學程，曾為第22、23屆香港教育大學學生會副會長，碩士論文題目為：“I'm from Hong Kong, Not China” : Using Liberal Nationalism to explain the rise of “Hongkonger” Identity (2013-2018)，同時為教大關注勞工權益陣線擔任召集人、教大言論自由關注組成員、工學同行成員，關注香港的人權及言論自由。

## 支持民主自決
許峰銘在城市論壇指出港獨是香港2047年後的其中一個有可能的前途選項，應該有想像和討論的自由，他認為憲法只用來限制政府權力和保障公民權利，一個公民不能違反憲法，而且言論自由是基本人權，受國際公約保障，未立基本法第23條時不會有叛國罪。

## 在畢業禮捍衛言論自由
香港教育大學於2017年11月畢業典禮上，許峰銘在播放國歌時沒有站立，其後他在台上展示「Hong Kong is not China」標語，並高叫「捍衞港獨言論自由，校方打壓可恥」口號。許峰銘在典禮後接受傳媒訪問，他指此舉是要對校方早前處理港獨標語的方式表達不滿及抗議校方進行打壓，亦希望喚起各界對事件記憶。他強調校園應有自由討論空間，談論港獨並不違法，是言論自由的權利。對於教大校方為了向香港官方有所交代，不惜以閉路電視追查張貼奚落教育局副局長蔡若蓮喪子標語的學生，許峰銘批評校方的做法是未審先判，對於閉路電視片段從校方流出給傳媒刊登，他認為校方意圖進行網絡公審，許峰銘斥責校方在於閉路電視片段流出一事遲遲未有公布調查結果及承擔責任。